# Мулай аль-Мустаді
Мулай аль-Мустаді ібн Ісмаїл (араб. المستضيء بن إسماعيل; д/н — 1759) — 8-й султан Марокко з династії Алауїтів в 1738—1740, 1742—1743, 1747—1748 роках.

## Життєпис
Син султана Мулая Ісмаїла та головної дружини Аїши Мубарак. Дата народження достеменно невідома. Перша згадка припадає на 1734 рік, коли його брат — султан Алі — відправив аль-Мустаді придушити заворушення в Фесі. Йому це вдалося тимчасово.
1738 року негритянська гвардія (абід аль-бухарі) повалила султана Мухаммеда II, поставивши на трон Мулай аль-Мустаді. У лютому 1740 року проти нього виступив зведений брат Абдаллах, що отримав підтримку східних племен. Попри допомогу Ахмада ар-Рифа, намісника Танжеру, султан Мулай аль-Мустаді зазнав поразки й втратив владу.
У лютому 1742 року за допомогу Ахмада ар-Рифа та загонів абід аль-бухарі повалив султана Абдаллаха, повернувшись на трон. Втім у травні 1743 року через зраду деяких абід аль-бухарі втратив владу. На трон вкотре зійшов Абдаллах. Втім аль-Мустаді продовжив боротьбу, коли 1747 року знову повалив Абдаллаха. Але у жовтні 1748 року зазнав поразки від небожа Мухаммеда ібн Абдаллаха, що відновив на троні свого батька Абдаллаха.
Самого аль-Мустаді було заслано до провінції Тафілальт, де той помер у 1759 році. Поховано у м. Сіджильмаса.